# Diedrocephala delicata
Diedrocephala delicata är en insektsart som beskrevs av Mauro, Mejdalani et Felix 2003. Diedrocephala delicata ingår i släktet Diedrocephala och familjen dvärgstritar. Inga underarter finns listade i Catalogue of Life.